# McCuistion Glacier
McCuistion Glacier är en glaciär i Antarktis. Den ligger i Västantarktis. Nya Zeeland gör anspråk på området. McCuistion Glacier ligger 1 626 meter över havet.
Terrängen runt McCuistion Glacier är kuperad norrut, men söderut är den bergig. Terrängen runt McCuistion Glacier sluttar västerut. Trakten är obefolkad. Det finns inga samhällen i närheten.